# Zabajkalec
Zabajkalec (ros. Забайкалец) – rosyjski krążownik torpedowy, a od 1907 roku kontrtorpedowiec typu Ukraina. Sfinansowany głównie ze składek kozaków zabajkalskich, zamówiony 5 października?/18 października 1904 a zwodowany 14 kwietnia 1906 roku. Brał udział w I wojnie światowej. W 1917 roku uczestniczył w pochodzie lodowym Floty Bałtyckiej, po którym odstawiono go do konserwacji. Zezłomowany 21 listopada 1925 roku.

## Historia powstania
Przyczyną zamówienia krążowników torpedowych typu Ukraina był wybuch wojny rosyjsko-japońskiej 26 stycznia?/8 lutego 1904 roku. Pierwsze starcia wypadły dla Rosjan niekorzystnie, w związku z czym postanowiono jak najszybciej wzmocnić flotę wojenną nowymi okrętami. W tym celu odwołano się do patriotycznych uczuć obywateli i zorganizowano zbiórkę pieniędzy. Przyszłe okręty otrzymały nazwy nawiązujące do ich darczyńców. Tak też zbiórka przeprowadzona przez kozaków dońskich i zabajkalskich przyniosła 1 488 220 rubli (kozacy z Zabajkala zebrali około ⅓ tej sumy), za które 5 października?/18 października 1904 roku zamówiono okręty „Dońskoj Kazak” i „Zabajkalec”. „Zabajkalec” został zwodowany 14 kwietnia 1906 roku.

## Opis techniczny

### Stan przy wejściu do służby
Wyporność standardowa „Zabajkalca” to 500 ton. Okręt charakteryzował się długością całkowitą 73,2 metra (między pionami 70 metrów) i szerokością 7,23 metra (7,14 na linii wodnej). Największa odległość między stępką a pokładem wynosiła 4,4 metra, z czego średnio 2,3 metra było zanurzone. Kadłub nitowany, stalowy. Wręgi rozmieszczone co pół metra (poza maszynownią) miały wymiary 65 × 50 × 5 mm i 55 × 45 × 5 mm.
Okręt napędzały dwie maszyny parowe potrójnego rozprężenia o pionowych cylindrach. W dwóch przedziałach znajdowały się łącznie cztery opłomkowe kotły parowe systemu Normana, o ciśnieniu roboczym 16 atmosfer. Dwie śruby wyposażone były w trzy łopaty o średnicy 2,8 metra i skoku 2,63 metra każda. Przy 350 obrotach na minutę siłownia nominalnie powinna osiągać 6200 KM, co przełożyć się miało na prędkość 25 węzłów. W czasie prób „Zabajkalec” osiągnął jednak nieco lepsze rezultaty. Osiągnięta moc wynosiła 6620 KM, a prędkość 26 węzłów. Zapas 80 ton węgla pozwalał jednostkom przebyć 600 mil morskich przy prędkości 9 węzłów, lub 200 mil morskich przy 25 węzłach. Dwa turbogeneratory o mocy po 16 kW i napięciu 105 V zasilały w energię elektryczną okrętową radiostację, oświetlenie i dwa reflektory bojowe (średnica 60 cm).
Główną artylerię okrętu stanowiły dwa działa kalibru 75 mm z zapasem 320 pocisków. Uzupełniały ją cztery działa kalibru 57 mm z zapasem 1080 pocisków oraz dwa karabiny maszynowe „Maksim” kalibru 7,62 mm. Działa większego kalibru zamontowane były pojedynczo na dziobie i rufie okrętu, zaś pozostałe ustawiono symetrycznie w środkowej części obu burt. Do montowania „Maksimów” przygotowano cztery cokoły. Okręt uzbrojony był również w dwie pojedyncze wyrzutnie torpedowe kalibru 457 mm, do której zabierał 6 zapasowych torped.
W celu odróżnienia od okrętów typu Ukraina na środkowym kominie „Zabajkalca” namalowano w połowie wysokości dwa niebieskie, poprzeczne pasy.

### Późniejsze modyfikacje
W 1908 roku jednostka została przystosowana do trałowania i stawiania min, których mogła zabierać 16 sztuk.
W 1907 roku dowódca dywizji kontrtorpedowców Floty Bałtyckiej – kontradmirał Nikołaja Essena zwrócił uwagę, iż niszczyciele o wyporności 500–600 ton posiadają artylerię okrętową tego samego kalibru, co torpedowce o wyporności 350 ton. Stało się to powodem zamówienia nowej, większokalibrowej artylerii, która na okrętach typu Ukraina została zamontowana w 1910 roku. Armata morska 102 mm po zamontowaniu na okrętach typu Ukraina mogła wystrzeliwać 10 pocisków na minutę na odległość około 9600 metrów (na „Zabajkalcu” magazynowano 300 jednostek amunicji). Oprócz dwóch armat 102 mm na okręcie zamontowano także pojedyncze działko kalibru 37 mm i 4 „Maksimy”. Pod wpływem doświadczeń z I wojny światowej w 1916 roku zdecydowano się na wstawienie trzeciego działa 102 mm kosztem rufowej wyrzutni torped. Zamontowano również działo przeciwlotnicze kalibru 40 mm, oraz zwiększono zasób min.

## Służba

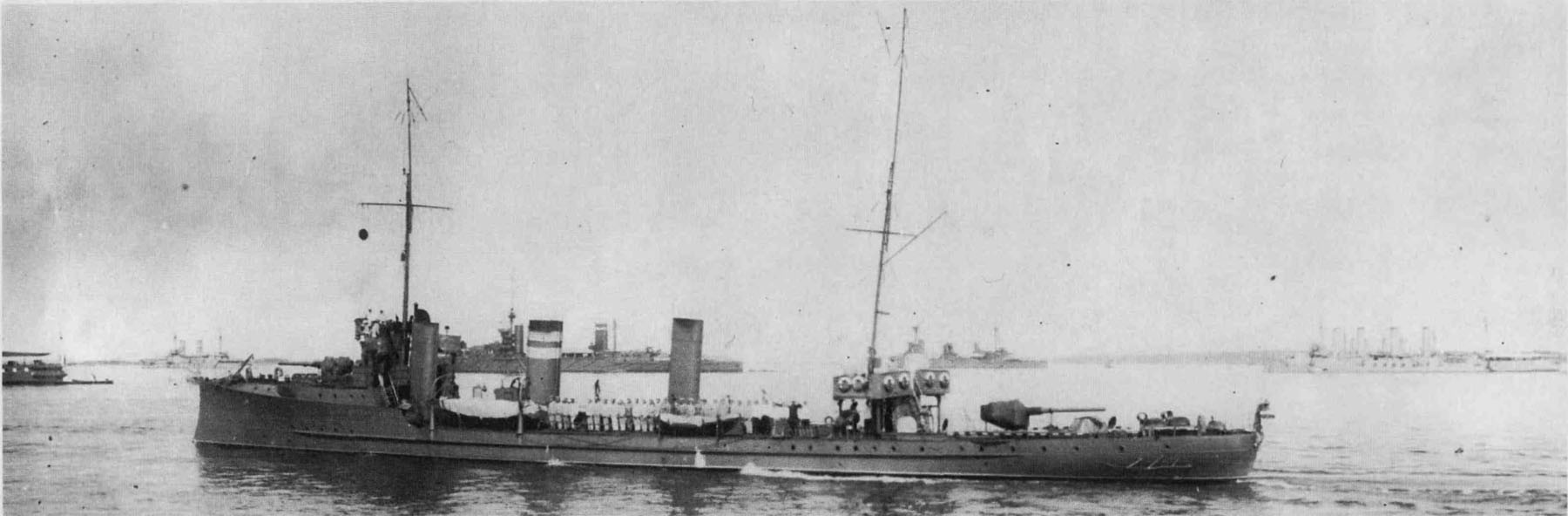
„Zabajkalec”.

Jeszcze przed wodowaniem, 13 października 1905 roku, okręt został zapisany na listę Marynarki Wojennej Imperium Rosyjskiego. Do służby we Flocie Bałtyckiej fizycznie wszedł w 1907 roku. Przeklasyfikowany na kontrtorpedowca 27 września 1907 roku. W latach 1909–1912 przechodził kolejne remonty i przezbrojenia.
W okresie I wojny światowej dowódcą okrętu był kapitan II rangi (komandor porucznik) Dmitrij Dmitrijewicz Tyrtow, wchodził w skład 6 dywizjonu dywizji torpedowej. Uczestniczył w licznych akcjach dozorowych, minowych i eskortowych. Z przeciwnikiem starł się 13 czerwca 1916 roku w czasie bitwy w zatoce Norrköping. Celem dywizjonu niszczycieli było zaatakowanie niemieckiego konwoju, jednak wszystkie okręty skupiły się na eskortującym statki patrolowcu „Hermann”, co też spowodowało ucieczkę transportowców na wody terytorialne Szwecji.
W 1918 roku okręt brał udział w pochodzie lodowym z Helsingforsu do Kronsztadu. Na miejscu został poddany konserwacji, która zakończyła się dopiero w 1921 roku – powrócił do służby 21 kwietnia. W 1923 roku został przekazany na złom do „Komgosfondowa”. Z listy marynarki wojennej został skreślony 21 listopada 1925 roku.